# Campeonato Paraense de Futebol de 2022 - Série B
A Série B do Campeonato Paraense de Futebol de 2022 foi a 37ª edição da Segunda Divisão no estado do Pará. A competição concedeu duas vagas a primeira divisão do Campeonato Paraense de Futebol de 2023.
A competição novamente quebra o recorde de equipes inscritas na disputa, desta vez com 24. 

## Regras da competição
- Os vinte e quatro clubes estão divididos em 4 chaves, 5 com 6 equipes cada, jogando dentro da chave em formato de turno único, as quatro melhores equipes de cada grupo garantem vaga para as oitavas de final.
- Na 2ª fase (oitavas de final) os confrontos são definidos de forma que o melhor classificado enfrenta o último classificado possível, ou seja: o 1º colocado geral enfrenta o 16º colocado geral, o 2º na classificação geral enfrenta o 15º na classificação geral, e assim sucessivamente, até que o 8º colocado geral enfrente o 9º colocado geral.
- O mesmo critério será obedecido para formação das quartas de final e semifinal
- Os 2 finalistas irão obter o acesso a 1° Divisão em 2023 e o último colocado em cada grupo, além de os dois piores dentre os times que terminarem a 1ª fase em quinto lugar de seu grupo, serão rebaixados para a 3° Divisão em 2023

1. Serão permitidos apenas 5 jogadores com idade acima dos 23 anos por partida com exceção dos goleiros, que não entram nesta conta.

## Primeira Fase

### Grupo A

#### Confrontos
|              | CAP | ESM | PAR | PIN | TIR | VIL |
| ------------ | --- | --- | --- | --- | --- | --- |
| Capitão Poço | —   | 1–0 |     | 0–0 | 1–0 |     |
| ESMAC        |     | —   | 3–0 | 1–2 | 2–0 |     |
| Paraense     | 1–1 |     | —   |     |     | 0–2 |
| Pinheirense  |     |     | 1–2 | —   | 1–3 |     |
| Tiradentes   |     |     | 2–1 |     | —   | 1–0 |
| Vila Rica    | 0–1 | 1–0 |     | 3–1 |     | —   |

| Vitória do mandante Vitória do visitante Empate | Em vermelho os jogos da próxima rodada; Em negrito os jogos "clássicos". |

### Grupo B

#### Confrontos
|                | FON | GRE | IZA | SAN | SRM | SPO |
| -------------- | --- | --- | --- | --- | --- | --- |
| Fonte Nova     | —   | 3–2 |     | 0–0 | 1–2 |     |
| Grêmio Carajás |     | —   |     | 1–2 |     | 1–4 |
| Izabelense     | 1–1 | 5–2 | —   |     |     | 0–0 |
| Santa Rosa     |     |     | 2–0 | —   | 1–0 |     |
| São Raimundo   |     | 3–2 | 0–1 |     | —   |     |
| Sport Belém    | 0–2 |     |     | 3–2 | 1–3 | —   |

| Vitória do mandante Vitória do visitante Empate | Em vermelho os jogos da próxima rodada; Em negrito os jogos "clássicos". |

### Grupo C

#### Confrontos
|                | CAM | PED | SAN | SFR | UNI | VEN |
| -------------- | --- | --- | --- | --- | --- | --- |
| Cametá         | —   | 1–0 |     |     |     | 1–0 |
| Pedreira       |     | —   |     | 1–2 |     | 2–2 |
| Santos         | 0–4 | 3–1 | —   |     |     | 2–1 |
| São Francisco  | 0–1 |     | 1–4 | —   | 4–2 |     |
| União Paraense | 1–1 | 3–0 | 2–2 |     | —   |     |
| Vênus          |     |     |     | 1–3 | 0–2 | —   |

| Vitória do mandante Vitória do visitante Empate | Em vermelho os jogos da próxima rodada; Em negrito os jogos "clássicos". |

### Grupo D

#### Confrontos
|                  | ALT | CAP | CAR | GAV | PAR | SPR |
| ---------------- | --- | --- | --- | --- | --- | --- |
| Altamira         | —   | 0–1 |     | 0–3 |     |     |
| Atlético-PA      |     | —   | 1–0 | 2–1 |     |     |
| Carajás          | 2–0 |     | —   |     | 0–0 |     |
| Gavião Kyikatejê |     |     | 3–3 | —   | 0–3 | 0–1 |
| Parauapebas      | 4–1 | 1–0 |     |     | —   | 2–1 |
| Sport Real       | 3–0 | 1–1 | 0–2 |     |     | —   |

| Vitória do mandante Vitória do visitante Empate | Em vermelho os jogos da próxima rodada; Em negrito os jogos "clássicos". |

## 2ª fase
Em itálico, as equipes que possuíam o mando de campo no primeiro jogo confronto e em negrito as equipes classificadas.
| Equipe 1         | Total       | Equipe 2        | 1.º jogo | 2.º jogo |
| ---------------- | ----------- | --------------- | -------- | -------- |
| ESMAC            | 4–2         | Parauapebas     | 2–1      | 2–1      |
| Sport Real       | 0–2         | Cametá          | 0–1      | 0–1      |
| Fonte Nova       | 1–5         | Capitão Poço    | 1–2      | 0–3      |
| Izabelense       | 3–4         | Santa Rosa      | 2–1      | 1–3      |
| Carajás          | 4–0         | Santos-PA       | 4–0      | 0–0      |
| União Paraense   | 2–4         | Atlético-PA     | 1–2      | 1–2      |
| Tiradentes-PA    | 3–3 (4−5 p) | Vila Rica       | 0–2      | 3–1      |
| São Francisco-PA | 3–2         | São Raimundo-PA | 1–1      | 2–1      |

## 3ª fase
Em itálico, as equipes que possuíam o mando de campo no primeiro jogo confronto e em negrito as equipes classificadas.
| Equipe 1       | Total | Equipe 2         | 1.º jogo | 2.º jogo |
| -------------- | ----- | ---------------- | -------- | -------- |
| União Paraense | 1–4   | Cametá           | 1–0      | 0–4      |
| Carajás        | 1–3   | Capitão Poço     | 1–2      | 0–1      |
| Vila Rica      | 1–3   | Santa Rosa       | 1–2      | 0–1      |
| ESMAC          | 2–5   | São Francisco-PA | 1–2      | 1–3      |

## Fase Final
Em itálico, as equipes que disputarão a primeira partida como mandante. Em negrito, as equipes classificadas.
|  | Semifinais 3 e 6 de novembro | Semifinais 3 e 6 de novembro | Semifinais 3 e 6 de novembro | Semifinais 3 e 6 de novembro |   |                  | Finais 13 e 19 de novembro | Finais 13 e 19 de novembro | Finais 13 e 19 de novembro | Finais 13 e 19 de novembro |
|  |                              |                              |                              |                              |   |                  |                            |                            |                            |                            |
|  | Capitão Poço                 | 0                            | 0                            | 0                            |   |                  |                            |                            |                            |                            |
|  | São Francisco-PA             | 1                            | 2                            | 3                            |   |                  |                            |                            |                            |                            |
|  | São Francisco-PA             | 1                            | 2                            | 3                            |   | São Francisco-PA | 0                          | 0                          | 0                          |                            |
|  |                              |                              |                              |                              |   | São Francisco-PA | 0                          | 0                          | 0                          |                            |
|  |                              | Cametá                       | 1                            | 2                            | 3 |                  |                            |                            |                            |                            |
|  | Cametá                       | Cametá                       | 1                            | 2                            | 3 | 1                | 2                          | 3 (4)                      |                            |                            |
|  | Cametá                       |                              |                              |                              |   | 1                | 2                          | 3 (4)                      |                            |                            |
|  | Santa Rosa                   | 2                            | 1                            | 3 (2)                        |   |                  |                            |                            |                            |                            |

## Premiação
| Campeonato Paraense de 2022 - Série B |
| ------------------------------------- |
| Cametá Campeão (1º título)            |

## Artilharia
Atualizado em 19 de novembro
| Gols | Jogador           | Equipe           |
| ---- | ----------------- | ---------------- |
| 8    | Kennedy Balotelli | Cametá           |
| 6    | John              | Izabelense       |
| 6    | Rogerio           | Santa Rosa       |
| 5    | Gabriel Furtado   | São Francisco-PA |
| 4    | Tiago Recife      | Carajás          |
| 4    | Andre Farias      | Fonte Nova       |
| 4    | Fabinho           | Santos-PA        |
| 4    | Wanderlan         | São Francisco-PA |
| 4    | Adauto            | União Paraense   |

## Técnicos
| Clube                    | Técnico                                    | Ref.   |
| ------------------------ | ------------------------------------------ | ------ |
| Altamira                 | Eliaquim Oliveira (1ª—5ª rodada)           |        |
| Atlético-PA              | Leo Goiano (1ª—Oitavas de final)           | [ 5 ]  |
| Belenense/Grêmio Carajás | Marcelo Belletti (1ª—5ª rodada)            |        |
| Cametá                   | Rodrigo Reis (1ª—Final)                    | [ 6 ]  |
| Capitão Poço             | Emerson Almeida (1ª—Semifinal)             | [ 7 ]  |
| Carajás                  | Zé Carijé (1ª—Quartas de final)            |        |
| ESMAC                    | Fábio Oliveira (1ª—Quartas de final)       |        |
| Fonte Nova               | Albertinho (1ª—Oitavas de final)           |        |
| Gavião Kyikatejê         | Zeca Gavião (1ª—5ª rodada)                 |        |
| Izabelense               | Rogerinho Gameleira (1ª—Oitavas de final)  | [ 8 ]  |
| Paraense                 | Marco Antonio Garrido (1ª—5ª rodada)       |        |
| Parauapebas              | Robson Melo (1ª—Oitavas de final)          | [ 9 ]  |
| Pedreira                 | Alan Bahia (1ª—5ª rodada)                  | [ 10 ] |
| Pinheirense              | Amaury Siqueira (1ª—5ª rodada)             |        |
| Santa Rosa               | Rogério Belém (1ª—2ª) Netão (3ª—Semifinal) | [ 11 ] |
| Santos-PA                | Breno Nery (1ª—Oitavas de final)           |        |
| São Francisco-PA         | Samuel Cândido (1ª—Final)                  | [ 12 ] |
| São Raimundo-PA          | Wando Costa (1ª—Oitavas de final)          | [ 13 ] |
| Sport Belém              | Fernando Dourado (1ª—5ª rodada)            |        |
| Sport Real               | Ivanildo Duarte (1ª—Oitavas de final)      |        |
| Tiradentes-PA            | Fábio Coelho (1ª—Oitavas de final)         |        |
| União Paraense           | John Fabrício (1ª—Quartas de final)        |        |
| Vênus                    | Augusto Andrade (1ª—5ª rodada)             |        |
| Vila Rica                | Danilo Santana (1ª—Quartas de final)       |        |